# アスファルト8:Airborne
『アスファルト8：Airborne』とは、Gameloftが開発したレースゲームであり、ゲーム配信サービスTwitchに対応している。『今年のベストiPhoneゲーム』、『GooglePlay2014年』に選出された。略称は『A8』。

## 概要
実在する（一部架空車有り）車やオートバイを運転しニトロやノックダウン等を用い、幾多のモードで1位（順位やポイント）を目指すレースゲームである。登場する車種は300種類以上あり、メーカー・年代・形態や種類も様々である。
アプリ自体は無料でインストールできるが、このゲーム専用であるマシンやボックスあるいはR&Dイベントやイベントで使用するクレジットやトークンは無課金だけでなく、アプリ内から購入することができる。

## ゲームシステム

### アクション
ゲーム内では直進や旋回の他、以下のようなアクションを行える。
・ニトロ
ニトロゲージが空でないとき、マシンを最高速度以上まで一定時間加速させる。ニトロボタンを押すごとに3段階でニトロが作動し、段階が高いほど速度は高くなる。ニトロの消費の速さは、3段階目が一番早い。3段階目のことをパーフェクト二トロという。また、パーフェクトニトロを作動させると、3段階目の速度をより長い時間維持できる。コース上のニトロアイコンを通過するか、下記のアクションを行うことでニトロが補充される。
・ドリフト
ブレーキと旋回を同時に操作することで、マシンはドリフト状態になる。ブレーキ、ニトロ作動または一定時間正面を向けることでドリフト状態が終了する。ドリフト状態をニトロ作動によって終了した際は、ドリフト時の角度のまま急激にグリップが回復する挙動を示す。この挙動を利用したコーナーの攻略方法はSECTOR 8の螺旋状コーナー等々において用いられる。
・ジャンプ
コース上のキッカーやコークスクリューに進入するなどして空中状態になると、一定時間ジャンプする。ジャンプしている間ニトロが補充される。また、着地直前には瞬間的に最高速度以上の速度が出る。
・フラットスピン
水平のジャンプ台（キッカー）にドリフト状態で進入すると、空中で車体の上下方向を軸に回転しながらジャンプする。フラットスピン1回転ごとにニトロが補充される。
・バレルロール
湾曲したジャンプ台（コークスクリュー）に進入すると、空中で車体の前後方向を軸に回転しながらジャンプする。バレルロール1回転ごとにニトロが補充される。成功すれば自動で着地姿勢を取るが、失敗すると車体側面や上面で着地しクラッシュしてしまう。オートバイではバレルロールが出来ない。
・ノックダウン
レースを競う他のマシンに一定の負荷（ニトロ作動状態での接触や壁に押し付けるなど）を与えクラッシュさせる。1台ノックダウンするごとにニトロが補充される。オートバイは地上では自動車（4輪車）をノックダウンできないが、空中では可能である。
・パーフェクトラン
クラッシュやコースアウトをせず、壁にもぶつからずに20秒間走行すること。
・ニアミス
コース上にいる対向車両（止まっている車両や一部マップの電車を含む）と至近距離ですれ違うことで発生し、ニトロを少量補充できる。
・トラフィックダウン
コース上にいる一般車両と接触すること。正面衝突や大型特殊車両との接触などでクラッシュした場合は無効。横からであればクラッシュすることはないが、接触の角度によっては速度が大幅に落ちる事がある。
・トラフィックコントロール
コース上にいる一般車両をクラッシュさせずに動かすこと。
・ダメージ
パイロンや街灯などを破壊すること。コースによっては柱も破壊できる。
・スタント
オートバイ限定のアクション。ジャンプ中に適切なタイミングでスタントボタンを押すと、空中でスタントを行う。スタントを成功させるとフォーカスメーターが補充される。スタントの段階によってニトロの補充量が変わる。

### チューニング
購入したマシンにチューニングを施すことで、マシンの性能が向上する。マシンにはランクが設定され、チューニングを進めるとランクの数値が高くなる。
・アップグレード
クレジットまたはトークンまたはフュージョンコインを消費して、加速、最高速度、ハンドリング、ニトロ（作動時の速度向上分）を向上させる。4項目すべてがレベル5の状態は「MAXアップグレード」となる。※アップデート55以降からMAXアップグレード(オートバイを除く)が廃止となった。
・PROキット
フュージョンコインとパーツカードを消費して、上記アップグレード項目のうち2つを以下の表のとおり向上させる。パーツカードは倉庫に保管される。オートバイでのPROキットはアップデートで廃止され、全オートバイがアップグレードのみになった。
| パーツ（自動車/オートバイ）         | アップグレード項目 | アップグレード項目 | アップグレード項目 | アップグレード項目 |
| パーツ（自動車/オートバイ）         | 加速               | 最高速度           | ハンドリング       | ニトロ             |
| ----------------------------------- | ------------------ | ------------------ | ------------------ | ------------------ |
| タイヤ/二輪用タイヤ                 |                    | ○                  | ○                  |                    |
| サスペンション/フォークチューブ     |                    |                    | ○                  | ○                  |
| ドライブトレイン/トランスミッション | ○                  | ○                  |                    |                    |
| 排気量/二輪排気量                   | ○                  |                    |                    | ○                  |

### プレイモード

#### キャリア
プレイヤーとCPUの計6～8台でレースし、成績に応じて貰えるスターを集めるモード。スターは3位以上に入賞するか、アクションやタイムなどのサブ目標を達成することで獲得できる。各レースでは、1位とサブ目標を達成すると最大5個のスターが貰える。スターを一定数集めることで新たなレースやシーズンが開放される。キャリアモードはさらに以下のとおりに分けられる。
・メインシーズン
メインシーズンは9段階に分けられる。最後のシーズン9は「MAXキャリアイベント」と呼ばれ、MAXアップグレード状態でないと出走できない。現在はPROキットをすべてレベルをMAXにした状態でないと出走できない仕様。
また、「CLASSIC」、「INFECTION」、「ELIMINATION」、「VERSUS」、「GATE DRIFT」、「KNOCKDOWN」などの種類がある。
・タグシーズン
3台のマシンを選択し、乗り継ぎながら走るタグレースでスターを集めるモード。マシンは自動で切り替えられるが、ニトロの使用状態（残量や段階など）はマシンが変化しても引き継がれる。タグシーズンで得られるスターは専用のものであり、他のシーズンと共有できない。
2021年のアプリケーションアップグレードからは廃止。
・Metalスペシャルイベント
iOS端末に専用グラフィックAPI「Metal」が導入されたことを受けて実装されたシーズン。24台でレースする。成績によらずスターは獲得できない。また、オートバイでも出走できる。
・McLaren Legendsシーズン
McLarenのフォーミュラカーのみ出走できるシーズン。スターはメインシーズンと共有される。
・MOTO BLITZ
オートバイ専用のシーズン。成績に応じてヘルメットが貰え、獲得数に応じて報酬が手に入る。

#### マシンマスター
各マシンに設定されたレースで1位を目指すモード。ステージは15段階に分けられ、マシンのランクが上がるとより上のステージが開放される。各ステージを初めてクリアした際、報酬を入手できる。報酬の一種である「ライセンス」を一定数集めると、デカールなどの報酬が貰える。2021年の8周年アップデートで廃止。報酬のデカールは現在700トークンで入手する事ができる。

#### クイックソロ
レースモード、コース、マシンランクを選択しレースするモード。他のプレイモードと異なり、クレジットは獲得できない。

#### マルチプレイ
最大12人での対戦ができる。イベントの場合は最大人数が変動する場合もある。スマートフォンはWi-Fi環境でなければ選べない。
ver.2.7.0以降はシーズン制となり、各リーグ（アマチュア、チャレンジャー、プロ、チャンピオン、エリート）内でのレートランキングで競う。レートにはリーグ昇格・降格のしきい値が設定される。シーズン終了時のリーグで報酬が決まる。1対戦につきチケットが1枚必要（途中退室による返却なし）。チケットは時間回復で最大99枚までたまるが、イベント報酬でも手に入る（最大上限は99x2枚）。

##### 投票
ルームに入った場合はまず投票をすることができる。コースは多数決で決定するが、投票をスルーすることもできる。2021年のサマーアップデートで廃止。
・モード
フリープレイ期間中はCLASSICモード、ELIMINATIONモード、INFECTIONモードの中から選ぶ。シーズン中はCLASSICモードのみ。
・コース
ランダムに指定された3つのコースから選ぶ。アップデートで新しいコースが追加された場合、マルチプレイではすぐに対応しない場合がある。
ラップ
周回数を1周から3周まで選ぶ。

#### GAUNTLET
5台のマシンでタグレースを行い、タイムでバトルを行う。所有マシンの最大タグランクでリーグが決められ、さらに100人ずつのグループに分けられる。「防衛」でシーズンごとに自分に与えられるコースを走ってタイムを記録し、「挑戦」で同じグループ内の相手のゴーストと戦う。1戦ごとに報酬がもらえ、１日5戦分までもらえる。報酬の内容はリーグで決定される。レートを上げて順位を上げ、順位でリーグ報酬が決まる。報酬でGAUNTLETコインがもらえ、GAUNTLETストアにてPROキットカードなどを購入できる。ストアの商品はリーグで決まる。

##### 退室
ルームから退室するときは左上のボタンを押すと退室できる。左上にボタンがない場合は、一旦アプリを閉じて再起動すれば退室できるがレートが減ってしまう（レース中も同じ）。

#### イベント
期間限定で開催され、世界中のプレイヤーとオンライン上で成績を競う。ラップタイムを競う形式と、マルチプレイで順位に応じたポイントの合計を競う形式がある。イベントの開催期間はグリニッジ標準時を基準としている為、日本におけるイベント開始/終了は午前9時となる。イベントに出走する際には一定の燃料を消費する必要がある。
イベントでの成績に応じて、報酬が用意される。レースの順位や設定タイムを満たすと獲得できる共通報酬、参加者内でのランキングに応じて贈られるランキング報酬、マルチプレイの合計獲得ポイントに応じて贈られるポイント報酬がある。開催日数や形式によって、イベントは以下のように分類される。ただし、アスファルト9のサービス開始以降イベント数は急激に減った。
・1dayイベント（HEAT）
毎日24時間開催されるイベント、指定されたクラスの全ての車種で出走できる。
・2daysイベント
月～火曜日および木～金曜日の2日間開催されるイベント。あるランク帯に該当する1～10車種で出走できる。イベント名は「コース名＋Cup」となる。
・Apex Wednesday Cup
水曜日に24時間開催されるイベント。2daysイベントと同様に、あるランク帯に該当する1～10車種で出走できる。
・Weekend Cup
土～日曜日に開催されるイベント。マルチプレイ形式またはタグレース形式で行われる。
・Assembly Cup
マシン設計図を集めるイベント。月～金曜日に開催される。全ての報酬を獲得すると、必要な設計図が全て揃う。レースには対象車種でのみ出走でき、フルチューン状態で試乗する形がとられる。イベント終了後の土～日曜日には、同車種を対象にした2daysイベントが開催される。こちらはマシンを所持していないと出走できない。
・1weekイベント
7日間開催されるイベント。クリスマス、春節、ゴールデンウィークなど記念日や休日、祝日が長期にわたる時期に開催される。7つのステージで構成され、各ステージは24時間開放される。ステージには3つのトロフィーが設定され、獲得数に応じて報酬が贈られる。
・記念日イベント
記念日や祝日に2日間開催されるイベント。プラットフォームや地域限定で開催される場合もある。例えば日本では天皇誕生日（12月23日）に「Emperor's day cup」と称されたイベントが、日本在住ユーザー限定で開催される。
・Best Runs Cup
世界中のプレイヤーの中から特に優秀と認められたラップタイムに挑戦するイベント。Q1～Q3の計3回が開催され、開催時期や期間は明確には決まっていない。Assembly Cupと同様に、フルチューン状態の指定車種に試乗して出走する。
・happy birthday asphalt

##### スペシャルイベント
マシンを報酬に据えた期間限定イベント。クレジット・トークンのほか、完遂すると新しいマシン（または完成分の設計図）が手に入る。対象車種をすでに所持している場合はイベントに参加できない。そのため新マシンが設計図式の場合、クリアする前に他の方法で設計図を集めて完成させることも可能だが、イベントは終了する（チャンピオンシップを除く）。スペシャルイベントは以下の形式で行われるが、現在はあまり行われていない。
・研究開発（R&D、Research & Development）※現在はあまり行われていない。
報酬となるマシンを研究開発していくモード。各テストで「クオリティチェック」を集めていき、最後のアルティメットAIに勝利することでラボをクリアしていく。最終ラボクリアでマシン入手もしくはそれに必要な数の設計図獲得となる。プレイするにはプロトキー（一定の時間経過で3本補充、充填時間はイベントごとで異なる）が必要で、また各ラボアンロックは一定時間で開放される。
・エンデューロダブルダウン（EDD、Enduro Double Down）※現在はあまり行われていない。
新マシンおよびほかのマシン（合計7、8台程度）で各チャレンジをクリアしてエンデューロポイントを獲得するモード。各カテゴリー最後のエースレーサーに勝利することで、ポイント確保またはリスクをとってポイント倍増を選ぶことができる。獲得ポイントを貯めていくことで新マシンなどが手に入るが、失敗時キープしなかったポイントは消滅してしまう。再挑戦およびパスにはトークンが必須。また1回のチャレンジに1枚（最大3枚まで）のチケットが必要。
・チャンピオンシップ（Championship）※現在はあまり行われていない。
各ロケーションで行われるツアーをクリアするモード。各ツアーは「予選」（ELIMINATIONまたはタイムアタック）と最後の「グランプリ」から構成されており、予選をクリアすることでグランプリに挑戦できる。すべてのグランプリクリアでマシンが手に入る。また各予選の目標（予選クリアに必須）およびサブ目標達成で「トロフィー」が手に入る。トロフィーを一定数集めることで（マシン以外の）特別報酬が手に入る。他とは異なりイベント期間内であれば何度でもプレイが可能なので、マシン入手後に予選に戻ってトロフィー集めを行うこともできる。プレイにはタイヤ（8時間または12時間に5個補充）が必要。新たなツアーは一定時間で開放される。
・ワールドツアー（World Tour）※現在はあまり行われていない。
チャレンジをクリアしてポイントを獲得し、そのポイントでサプライを入手していくモード。チャレンジをクリアすると「ファン」を獲得し、ファンに応じて「ファンポイント」が加算される。ファンポイントはサプライ（報酬ボックス）と交換でき、中には車両の設計図などが入っている。連勝することで「フラッシュ」（マルチプライヤー）が上昇していくため、レースに負けなければ一度に多くのポイントが獲得できる。ファンが一定数に達すると次のイベントはヘッドライナーレース（アルティメットAI戦）となる。チャレンジをプレイするにはパスが必要で、一定時間に1つずつ補充され、イベントごとで決められた分の最大量のパスを保有する事が出来る。

### レースモード
一部の例外を除いてプレイヤーは最下位からスタートする。
・CLASSIC
決められた周回数でレースし、最低3位以内に入ればクリアとなる。
・VERSUS
一対一のレース。先にゴールしたプレイヤーの勝ち。
・ELIMINATION
レース開始から一定時間経つとタイマーが回り始め、タイマー終了時に最下位にいたマシンから1台ずつ失格になる。また最下位よりも前にいるプレイヤーのタイマーの色は白、最下位は赤となっている。
・GATE DRIFT
コースに設けられたゲートをドリフト走行でくぐり抜ける。順位に相当する3段階の目標スコアがあり、最低スコアを満たせば3位以上、満たさなければ4位となる。
・KNOCKDOWN
時間内に指定された台数をノックダウンする。目標を達成できなくとも時間終了時に相手より得点が上回っていれば勝利。時間終了時同点だった場合はサドンデスに突入し、先に1台追加でノックダウンするか、終了時点で先頭にいた方が勝利する。
・INFECTION
レース開始一定時間後、最下位が無限ニトロ（また通常より36km/h程度速くなる）を使用できるウイルスに感染する。ウイルスは接触によって伝染し、最下位以外はタイマーが終了すると強制的にクラッシュするが、ウイルスからは解放される。ノックダウン（相手が感染していなければ10秒/感染していれば5秒、また感染していない車両の場合は接触するだけでもタイマー延長が付く）やニトロアイコン補充（オレンジ2秒/青1秒）でタイマー延長を図れる。
・FLAWLESS（マシンマスター、研究開発等）
CLASSICと同じルールだが、クラッシュまたはコースアウトをした時点で失格になる。
・UNPLUGGED（マシンマスター、研究開発等）
CLASSICと同じルールだが、コースにニトロアイコンが出現しない。
・タイムアタック（スペシャルイベント、MOTO BLITZ等）
規定された目標タイムを達成すればクリアとなる。通常とは異なり順位が存在しない。ローリングスタートで、コース構造が通常より一部異なる場合がある。
・AI（ゴーストカー）対決（スペシャルイベント、MOTO BLITZ等）
エースレーサー、アルティメットAIなどイベントによって名称が異なるが、ルール自体はVERSUSと同じである。ゴーストカーには接触判定がなく、重なって走行できる。また、自分が先頭でスタートする。
・グランプリ
チャンピオンシップイベントのみ登場。基本的にはCLASSICと同じであるが、スタート時に決められた範囲内でエンジン回転を上げておきスタートする点が異なる。

### アイテム
レースでは以下のアイテムを使用できる。いずれのアイテムはイベントの報酬などでも手に入り、無料で使うことができる。また報酬として手に入れたアイテムは貯めることもできる。
・ダブルクレジット
レースが終わった後にもらえるクレジットが2倍になる。
・ニトロスターター
レース開始時のニトロが満タンになる。
・メカキット（旧チューニングキット）
車の性能が向上する。フルチューン状態でも有効である。
・タンクプラス
ニトロタンクの容量が2倍になる。

## コース
実在する国や地域をモチーフにしたロケーションに、複数のコースレイアウトが設定されている。コースは最低でも順走と逆走の2種類以上が用意されている。(また、コースによっては順走と逆走でスタート/フィニッシュ位置が異なる場合がある。)コースには分かれ道があり、ルートの選び方次第でラップタイムや難易度が変化する。トラフィックが出現する場合、ロケーションによって右側通行か左側通行かが変わる。現在、21ロケーション、63コースが実装されている。ホリデーシーズン時（クリスマス）のアップデートでは、ICELAND・ALPS・TOKYOは雪が降り、クリスマスプレゼントの箱や雪だるまが障害物として置かれていたり、クリスマスの飾り付けがなされるという季節とクリスマスを感じる施しがなされる。
NEVADA
コース名：NEVADA、NEVADA REV.
砂漠地帯に建設された道を走る。
ICELAND
コース名：ICELAND、ICELAND REV.
火山や溶岩に囲まれた雪道を走る。チュートリアルで走行する。クリスマス時にはプレゼントボックスの形をしたオブジェが設置される。
TOKYO
コース名：TOKYO、TOKYO REV.
夜の雨中の都市部を走る。スタート地点の目の前には東京スカイツリー、途中にはレインボーブリッジ、工事中の東京港トンネル、ガンダム像を意識した建造物などが設置されている。クリスマス時にはプレゼントボックスの形をしたオブジェが設置される。
BARCELONA
コース名：BARCELONA、BARCELONA REV.
海岸沿いと市街地を走る。中間地点にあたるジャンプ台では、大型観光船を飛び越える。
ALPS
コース名：ALPS、ALPS REV.
山岳地帯の麓を走る。一般車両が雪崩に流される演出がある。
LONDON
コース名：LONDON、WESTMINSTER BRIDGE、THE LONDON EYE
タワーブリッジやロンドン・アイなどの名所がある市街地を走る。
FRENCH GUIANA
コース名：FRENCH GUIANA、FRENCH GUIANA REV.
密林とロケット発射基地を走る。巨大車両が道を横切ったり、ロケットの発射や戦闘機が着陸する演出がある。
VENICE
コース名：VENICE、VENICE REV.
旧市街を走る。急カーブや車1台分ほどの幅が狭い箇所が多い。かつて、戦闘ヘリによって攻撃を受ける演出があった。
THE GREAT WALL
コース名：THE GREAT WALL、THE DRAGON'S DEN、TEMPLE DRIVE、THE GREAT WALL REV.、BUDDHA'S TEACHINGS、WALL ASCENT
山岳部や寺院の中を走る。コースレイアウトの種類が最も多い。コースの片側が崖になっている区間がある。
AZURE COAST
コース名：AZURE COAST、AZURE COAST REV.
海岸沿いの市街地を走る。キッカーは存在しない。コース名が「MONACO」から変更された。
DUBAI
コース名：DUBAI、DUBAI REV.、THE ROSE OF THE DESERT、THE MIRAGE
港を囲む市街地を走る。
SAN DIEGO HARBOR
コース名：SAN DIEGO HARBOR、SAN DIEGO HARBOR REV.
工場地帯と軍事施設を走る。軍艦の甲板やコンテナの上も走行できる。
SECTOR 8
コース名：SECTOR 8、SECTOR 8 REV.
架空の近未来のテストコースをイメージした海上コースを走る。ワープホールや重力発生装置、螺旋状のコーナーがある。イベントではクラッシュするギミックが配置されることがある。
TENERIFE
コース名：DRAGON TREE、MOUNT TEIDE、CLOUD NINE、SKY DROP
沿岸の住宅地と内陸の荒地を走る。高低差が激しく、急坂の登り下りがある。
AREA 51
コース名：TEST SITE：OMEGA、CLASSIFIED、THE SECRET LAB、ROUTE 375-1、AREA 51
辺鄙な荒野と軍事施設を走る。荒野は狭く暗く見通しの悪い場所が多く、軍事施設内は道幅の変化が激しい。かつて、巨大なUFOが登場する演出があった。
RIO DE JANEIRO
コース名：IPANEMA SHOWDOWN、RAPIDO PARK、OCEANVIEW DERBY、HIGHLAND VIEW
コパカバーナや工事中の都市部を走る。背景にマラカナン競技場やファヴェーラが設置されている。
PATAGONIA
コース名：CRYSTAL LAKE、AVALANCHE ALLEY、THE RIVER FORT、ICE CAVE
氷や雪に囲まれた山岳地帯を走る。途中で氷の洞窟や火口らしき洞窟などを通過する。旧正月にはコースが中華風の飾り付けがなされる。
MUNICH SUBWAY
コース名：MARKET SQUARE、MOSAIC MOTORWAY、ROOFTOP RACEWAY、RAPID TRANSIT
線路上と市街地を走る。線路では地下鉄が運行している。地下鉄はトラフィックと同様に轢かれるとクラッシュ、至近距離でかわすとニアミス。
TRANSYLVANIA
コース名：CLIFFTOP RUN、MOUNTAIN CITY RALLY 、CITADEL CLASH、KING’S HIGHWAY
緑に囲まれた山脈地帯を走る。ルートによっては、途中でブラン城の中を通過する。ハロウィンイベント時にコースが夜になり、城がドラキュラ城仕様になったりジャック・オー・ランタンのオブジェが設置される。
ORBITAL LOOP
コース名：SATELLITE RUSH、LUNAR LIFTOFF、ASTEROID CHASE、ESCAPE VELOCITY
架空の月面基地や人工衛星を走る。重力発生装置がある。クラッシュすると残骸が無重力空間を彷徨う。前面に青い地球が見えることがある。
TERRA-9
コース名：CLOUDTOP AVENUE、METAL GARDEN、GEARSHIFT GREENWAY、NEON PURSUIT
7周年記念アップデートで追加されたコース。架空の近未来的な天空都市の中を走る。重力発生装置がある。途中にアスファルトシリーズのデジタルサイネージがあったり、上空には透き通った土星が見えることがある。

## マシン
マシンはD、C、B、A、Sの5つのクラスに分けられる。また、バイクを含む自動車はチューニングで各車の最高ランクまで上げられる。ただし、性能やチューニング費用はクラスやランクに比例しない。
バージョンアップにより少しずつ車種の総数が追加されているが、メーカーのライセンスの都合（後述）で購入不可となった車種もある。いずれも入手不可となる前までに手に入れていた車は使用できる。レースゲーム#実車のライセンスについても参照。
ここではバージョン3.7.0で収録されている車種を示す。イベント報酬（設計図ではないもの）、ライセンス報酬、特別報酬のマシンについては入手するまで一覧には表示されない。
- 9FF
  - 9FF GT9 VMAX - ver.3.1.0以降入手不可1

- AC（英語版）
  - AC 378 GT Z（英語版） - 設計図組み立て

- Acura
  - NSX 2005
  - NSX GT3 Evo

- Ajlani
  - Drakuma

- Alfa Romeo
  - 4C - イベント報酬（R&D）、設計図組み立て
  - 8C Competizione
  - Giulietta 2016 Veloce - 設計図組み立て
  - MiTo GTA

- Apollo
  - Intensa Emozione - イベント報酬（R&D）
  - N - イベント報酬（チャンピオンシップ）
  - EVO

- Arash
  - AF10（フランス語版） - イベント報酬（R&D）
  - AF8

- Ariel
  - Atom V8 - VIPレベル１で獲得

- Arrinera（英語版）
  - e-Hussarya
  - Hussarya
  - Hussarya GT - イベント報酬（チャンピオンシップ）、設計図組み立て

- Aspark
  - Owl

- Aston Martin
  - DB9 Coupé
  - One-77 - イベント報酬（EDD）、設計図組み立て
  - V12 Zagato
  - V12 Vantage
  - Vulcan
  - Vantage（2018）
  - V12 Speedster
  - V12 Vantage（2022）
  - Valhalla
  - Valkyrie
  - Victor
  - DBS 770 Ultimate

- ATS Automobili 
  - GT

- Audi
  - R8 e-tron
  - R8 e-tron Special Edition - イベント報酬（R&D）
  - R8 LMS Ultra
  - RS 3 Sportback（ドイツ語版）
  - RS 4 Avant
  - S4
  - TTS Coupé

- Automobili Pininfarina
  - Battista

- Beltoise
  - BT01

- Bentley
  - Continental GT V8
  - 2010 Continental Supersports - エリートカー
  - EXP10 Speed 6 - 設計図組み立て

- BMW
  - 3.0 CSL Hommage - イベント報酬（R&D）
  - i8 Roadster
  - M1
  - M2 - エリートカー、設計図組み立て
  - M2 Special Edition - イベント報酬（ワールドツアー）、設計図組み立て
  - M3 Sedan
  - M6
  - S 1000 RR - オートバイ、イベント報酬（R&D）、設計図組み立て
  - M4 GTS

- Bugatti
  - Veyron 16.4 Grand Sport Vitesse
  - Chiron
  - Divo
  - Centodieci
  - Chiron Sport 110 Ans
  - Chiron Super Sport 300+
  - La Voiture Noire
  - Bolide
  - Vision Gran Turismo

- Buick
  - Avista Concept（英語版） - エリートカー
  - Riviera - イベント報酬（チャンピオンシップ）

- BXR
  - Bailey Blade GT1 - イベント報酬（EDD）、エリートカー、設計図組み立て
  - Bailey Blade GT1 Special Edition

- Cadillac
  - 16 Concept（英語版） - ライセンス報酬
  - ATS
  - ATS-V Coupe（英語版） - エリートカー、設計図組み立て
  - CTS-V Coupe Race Car
  - XTS

- Chevrolet
  - Camaro GS
  - Camaro Z/28 - ライセンス報酬
  - 2016 Camaro SS
  - Camaro ZL1
  - Corvette C3 - アルティメット
  - Corvette C7
  - Corvette C7.R
  - Corvette Stingray
  - Corvette Grand Sport - イベント報酬（EED）、エリートカー
  - Impala - エリートカー、設計図組み立て
  - Chevrolet 2016 Camaro SS Independence Edition
  - SS（英語版）

- Chrysler（英語版）[4]
  - Chrysler ME412（英語版）
  - Firepower

- De Lorean
  - DMC-12 Neon Edition

- De Tomaso
- P900
- P72

- DEUS
  - Vayanne

- Devel Sixteen
  - Prototype - エリートカー

- Dodge
  - Dart GT
  - Dart X Edition
  - Viper SRT10 ACR-X
  - Tomahawk

- Donkervoort
  - D8 GTO

- Despicable Me 3
  - Villain Wheels - 入手不可（期間限定イベント専用[5]）

- DS[6]
  - DS3 Racing - 設計図組み立て
  - GT by CITROEN - イベント報酬（R&D）、設計図組み立て
  - Survolt[7]
  - E-tense
  - E-tense Performance
  - E-tense 11th anniversary Edition

- Ducati
  - Monster 1200 - オートバイ
  - SuperSport S - オートバイ、イベント報酬（R&D）、設計図組み立て

- ED Design
  - Torq - イベント報酬（R&D）、設計図組み立て

- Equus
  - Bass 770

- Exotic Rides
  - W70

- Falcon（英語版）
  - F7 - イベント報酬（EDD）

- Felino（英語版）
  - cB7（英語版）

- Faraday Future
  - FFZERO1
  - FF 91

- Ferrari
  - 308 GTS
  - 330 P4
  - 458 Italia
  - 599XX
  - 612 Scaglietti
  - 812 Superfast
  - Enzo Ferrari - 設計図組み立て
  - F8 Tributo
  - F12berlinetta
  - F40
  - F430
  - F50 - 設計図組み立て
  - FF
  - FXX K
  - FXX Evolzione
  - GTC4 Lusso - エリートカー
  - LaFerrari
  - LaFerrari Aperta
  - Testarossa
  - Monza SP1
  - 599XX Evo
  - SF90 Stradale

- Formula E
  - Gen2

- Ford
  - F-150
  - Focus RS
  - 2006 GT
  - 2015 Mustang
  - Shelby GT500
  - GT 2017
  - GT Mark Ⅱ
  - Mustang Mach-E 1400
  - Team Fordzilla P1

- FV Frangivento
  - Sorpasso GT3

- Gangstar Vegas
  - Ramona

- Geely
  - GC9（英語版）

- Genty
  - Akylone

- GRAY DESIGN
  - Zeus Twelve Sigma

- GTA（英語版）
  - 2015 Spano - エリートカー、特別報酬[8]
  - Spano

- Hennessey
  - Venom GT - アルティメット
  - Venom F5 Roadster

- Holden
  - Coupe 60（英語版） - 設計図組み立て

- Honda
  - Civic Type-R - イベント報酬（チャンピオンシップ）、設計図組み立て
  - Integra Type-R - 設計図組み立て
  - S2000

- Hot Wheels
  - Bone ShakerTM - イベント報酬（チャンピオンシップ）
  - Rip RodTM - イベント報酬（チャンピオンシップ）
  - Twin MillTM - イベント報酬（チャンピオンシップ）

- HTT
  - Pléthore LC 750（英語版）

- Hyundai
  - i30N - イベント報酬（R&D）

- Icona
  - Vulcano V12 Hybrid（スペイン語版） - エリートカー、イベント報酬（EDD）、設計図組み立て

- Infiniti
  - FX50
  - Project Black S
  - Project Black S Special Edition
  - Vision Gran Turismo

- Italdesign
  - DaVinci
  - Zerouno

- Jaguar
  - Jaguar C-X75
  - F-Type R
  - F-TYPE Project 7
  - XJ220S - エリートカー
  - XKR-S GT
  - F-Type SVR Coupé

- Kawasaki
  - Ninja H2R - オートバイ、イベント報酬（チャンピオンシップ）
  - Z800 - オートバイ、イベント報酬（チャンピオンシップ）、設計図組み立て

- Kepler
  - Motion

- Koenigsegg
  - Agera R
  - Agera RS
  - One:1（フランス語版）
  - Jesko - アルティメット
  - Jesko Absolut
  - Regera
  - CC850

- KTM
  - 1290 Super Duke R（英語版） - オートバイ、イベント報酬（R&D）、設計図組み立て
  - X-Bow GT4
  - X-Bow GTX

- Lamborghini
  - Asterion - 特別報酬[9]
  - Aventador LP700-4
  - Aventador SV - イベント報酬（EDD）、エリートカー、設計図組み立て
  - Centenario
  - Countach 25th Anniversary
  - Egoista - イベント報酬（R&D）、設計図組み立て
  - Estoque
  - Gallardo LP560-4 2013
  - Huracán - イベント報酬（R&D）、設計図組み立て
  - Huracán EVO Spyder
  - Huracán Sterrato
  - Huracán Super Trofeo EVO
  - Miura
  - Reventón Roadster
  - Revuelto
  - SC20
  - Sesto Elemento
  - Sian FKP 37
  - Terzo Millennio
  - Urus
  - Veneno

- Range Rover
  - Evoque Coupe HSE Dynamic

- Lightning
  - LS-218

- Lotus
  - Lotus Elise Cup 260
  - Emira
  - Evora Enduro GT
  - Evora Sport 410 - イベント報酬（R&D）、設計図組み立て
  - Exige S Coupe
  - Evija
  - E-R9

- Lucra
  - L148 - 設計図組み立て

- Marussia
  - Marussia B2（英語版） - 設計図組み立て

- Maserati
  - GranTurismo Sport
  - MC12 - 設計図組み立て
  - MC20

- Mazda
  - 6 - 設計図組み立て
  - Furai - アルティメット（現在獲得不可）
  - RX-8 - エリートカー
  - RX-8 Special Edition - イベント報酬（R&D）

- Mazzanti
  - Evantra
  - Evantra Millecavalli

- McLaren[10]
  - 12C Spider
  - 570S - 設計図組み立て
  - 600LT
  - 650S GT3 - イベント報酬（R&D）、設計図組み立て
  - 675LT
  - 720S - ワールドツアー
  - 720S GT3X
  - Artura
  - Elva
  - F1 XP-5 - 設計図組み立て
  - GT
  - M14A - イベント報酬（チャンピオンシップ）、設計図組み立て
  - MP4/8 - イベント報酬（チャンピオンシップ）、設計図組み立て
  - Mercedes MP4-25 - イベント報酬（チャンピオンシップ）、設計図組み立て
  - MP4-31 - イベント報酬（チャンピオンシップ）
  - P1
  - P1TM GTR
  - Senna
  - Solus GT
  - Speedtail
  - 2018 X2 - イベント報酬（チャンピオンシップ）

- Mercedes（AMG・Benz）
  - AMG GT3 - エリートカー
  - AMG C 63 Coupe Touring Car 2014（英語版） - イベント報酬（R&D）
  - Biome
  - CLA 45 Racing Series - エリートカー7
  - CLK GTR AMG
  - GLC Coupe - エリートカー
  - Silver Lightning（英語版）
  - SL 65 AMG Black Series
  - SLK 55 AMG - 設計図組み立て
  - SLK 55 AMG Special Edition - エリートカー、設計図組み立て
  - SLR McLaren 722 Edition - イベント報酬（EDD）、設計図組み立て
  - SLS AMG Electric Drive
  - SLS AMG GT Coupé Final Edition
  - SLS AMG Coupe Black Series
  - AMG GT Black Series
  - Show Car Vision AMG
  - Vision EQS

- Mini
  - Cooper S Roadster

- Mitsubishi
  - Eclipse
  - Lancer Evolution X
  - Lancer Evolution X Anniversary Edition

- Morgan
  - Aero GT

- Mosler
  - GT3
  - Land Shark - エリートカー
  - Super GT - イベント報酬（R&D）、設計図組み立て

- MV Agusta
  - F4 1000 R

- nanoFlowcell（英語版）
  - QUANT FE（英語版） - エリートカー
  - QUANTINO（英語版） - エリートカー

- Naran
  - Hyper Coupe

- NIO
  - EP9

- Nissan
  - 370Z (Z34)
  - 370Z Special Edition - facebook連携で獲得
  - Datsun 280Z - ライセンス報酬
  - Leaf NISMO RC
  - GT-R (R35)
  - GT-R NISMO
  - Fairlady Z
  - Juke NISMO
  - Leaf NISMO RC
  - Skyline GT-R (R34)
  - Skyline GT-R (R34) Special Edition

- ONUK（ドイツ語版）
  - Sazan LM（トルコ語版） - 設計図組み立て
  - Sazan S
  - Sazan LM

- Pagani
  - Huayra
  - Huayra R
  - Imola
  - Utopia
  - Huayra BC - イベント報酬（R&D）、設計図組み立て
- HP Barchetta
  - Zonda R

- Peugeot
  - Onyx（フランス語版） - 設計図組み立て
  - RCZ R - イベント報酬（R&D）、設計図組み立て
  - SR1 - イベント報酬（R&D）、設計図組み立て
  - 9X8

- Pininfarina
  - H2 Speed

- Pontiac
  - Solstice GXP

- Porsche
  - 718 Boxster S - イベント報酬（チャンピオンシップ）、設計図組み立て
  - 911 GT3 - イベント報酬（R&D）、設計図組み立て
  - 911 GT3 Year of the Rabbit Edition
  - 911 Targa
  - 918 Spyder with Weissach Package - エリートカー、イベント報酬（EDD）、設計図組み立て
  - 959 - イベント報酬（チャンピオンシップ）、設計図組み立て
  - Cayman GT4 - イベント報酬（チャンピオンシップ）、設計図組み立て
  - Panamera Sport Turismo
  - Taycan Turbo

- RAESR
  - Tachyon Speed

- Renault
  - Alpine Celebration（フランス語版） - イベント報酬（R&D）、設計図組み立て
  - Clio R.S. 200 EDC
  - DeZir
  - R5 Turbo 3E
  - Sport R.S. 01
  - Trezor（英語版） - イベント報酬（チャンピオンシップ）
  - Zoe e-Sport Concept

- Rezvani（英語版）
  - Beast Alpha - イベント報酬（チャンピオンシップ）
  - Beast X

- Rimac
  - Concept_One
  - Concept S - イベント報酬（R&D）
  - Nevera

- Rinspeed（英語版）
  - zaZen（英語版） - ver.3.1.0以降入手不可1

- RUF
  - CTR3 - ver.3.1.0以降入手不可1
  - RT 12 S - 同上1

- Savage Rivale
  - GTR
  - Roadyacht GTS

- Sbarro（英語版）
  - Alcador（イタリア語版） - 設計図組み立て
  - GT1（イタリア語版） - イベント報酬（チャンピオンシップ）
  - Sparta - エリートカー、イベント報酬（EDD）、設計図組み立て

- Scion
  - FR-S - ver.3.2.0以降から、ライセンスの都合上、入手できなくなった。2

- Glickenhaus
  - 003S

- SIN（英語版）
  - R1（英語版） - 設計図組み立て

- Shelby
  - Cobra 427 - ライセンス報酬

- Spada（イタリア語版）
  - Codatronca TSS（英語版）

- SRT（英語版）
  - 2013 Dodge Challenger SRT8

- SSC
  - Tuatara
  - Ultimate Aero XT

- SUBARU
  - IMPREZA WRX STI

- Suzuki
  - GSX-R750 - オートバイ
  - Hayabusa - オートバイ、イベント報酬（R&D）、設計図組み立て

- Tesla
  - Model S - ver 5.4.0以降から入手不可

- Toyota
  - Supra RZ (Mark IV) - ver.3.2.0以降から、ライセンスの都合上、入手できなくなった。2

- Tramontana
  - XTR（英語版）

- TRION（英語版）
  - NEMESIS（英語版）

- TVR
  - Sagaris
  - Sagaris Special Edition

- TVS
  - Apache RR 310

- Ultima
  - RS

- Vanda Electrics
  - Dendrobium - イベント報酬（チャンピオンシップ）

- Vencer（英語版）
  - Sarthe - イベント報酬（チャンピオンシップ）、設計図組み立て

- Vision
  - 1789

- VLF
  - Force 1 V10

- Volkswagen
  - Beetle Turbo
  - Golf Design Vision GTI
  - W12
  - I.D. R

- Weber
  - Faster One（オランダ語版） - イベント報酬（EDD）

- W Motors
  - Fenyr Supersport - イベント報酬（R&D）、設計図組み立て
  - Lykan Hypersport
  - Lykan Hypersport Halloween Edition

- Yamaha
  - FZ-10 - オートバイ、イベント報酬（EDD）、設計図組み立て
  - YZF-R6 - オートバイ、イベント報酬（R&D）

- Zenvo
  - ST1 - イベント報酬（EDD）、設計図組み立て
  - TS1 10th Anniversary Edition - イベント報酬（R&D）
  - TSR-S

補足
- イベント報酬 - スペシャルイベントをクリアするともらえる（設計図組み立ての場合はクリアで設計図が規定枚数貰える）。まれに期間限定販売を行っている場合もある。
- ライセンス報酬 - マシンマスターシリーズが一定の進行度になるともらえる。
- 設計図組み立て - ボックスやイベント報酬、限定マーケットで入手できる設計図を規定枚数集めると入手できる（ただし組み立てには時間がかかる）。アップデートで廃止された。
- アルティメット - チューニングの必要がない、最初からMAXの状態のマシン。購入する際にはかなり金額がかかる。
- オートバイ（バイク） - ver.3.2.0で登場（Asphalt 6: Adrenalineからの「復活」とも）。操作方法は基本的に自動車と変わり無いが、オートバイ独自である「スタント」や「フォーカスメーター」が存在する。

- 1 - 9FF、RUF、Rinspeedの各社はいずれもポルシェ（Porsche）のチューニングカーを登場させていた。ver.3.1.0でポルシェも追加されたが、その代わりにポルシェのチューニングカーが収録できなくなり、入れ替わりで購入不可となった。ver.3.3.0で9FF、RUFのキャリアイベントが差し替え・削除されている。
- 2 - トヨタ（Toyota）とそのブランドであるサイオン[11]では、2019年に『グランツーリスモSPORT』以外のレースゲームで収録を許諾をする予定はない」旨を発表している[12]ため、それに伴いver.3.2.0以降購入不可となった。ver.3.4.0でサイオンのキャリアイベントが差し替えられている。

ただし、サイオン・FR-Sの場合稀にEDDで使用できることがある（購入はできない）

## アスファルト8:Airbone+
Appleが展開するサブスクリプションサービス「Apple Arcade」でリリースされている。このゲームは、通常版の現行バージョンをベースとせず、過去のバージョンをベースとしている（確実に判断できる違いとしては、ホーム画面が通常版の現行バージョンのものよりも古いものであるなど）。その為、一部の要素は通常版（ここからAsphalt 8+と区別するため、Asphalt 8を通常版と記載する）と変わりないものの、一部通常版と異なる点が存在する。ここに通常版と異なる点を一部記述する。
1. 通常版にあるトークン、クーポンが存在しないため、ライセンス、スターを集めることでアンロックできるマシン以外のすべてのマシンがクレジットで購入可能。
2. マシンマスターが存在する。一部の車両を除き、ミッション1からミッション15までランクが不足していてもそのまま出走可能。またMAXチューンに必要なアップグレードを20個入手可能。
3. 合成コインも存在しない。その為、アップグレード、PROキットの適用はすべてクレジットで行う。先述したように、マシンマスターでアップグレードを入手できる。したがって、PROキットの費用のみ必要となる場合が多い。
4. PROキットの適用で要求されるカードにそのマシンにしか適用できないカードが不要になっている（ただし、PROキット専用車は除く）。したがって、PROキットに関してはイベントをクリアする必要はあるものの、MAXアップグレード、PROキットのカウントストップまでの難易度が通常版と比べ、格段に低い。
5. キャリアを進めてスターを一定数集めていくと、自動的にマシンがアンロックされる。ただし、各シーズンの最後に３台、クレジットで購入する必要のあるマシンを使用したレースが存在する。
6. SEASON 9のレースの出走条件がMAXアップグレードの状態でないと不可能であること。一部車種はMAXアップグレードが存在しないため、そのまま出走可能だが、推奨ランクに到達していなければ、目標のクリアは困難である。
7. デイリーコインが存在する。毎日更新される「デイリータスク」をクリアして報酬を獲得するもの。デイリーコインの他に、アイテム、クレジットを入手可能。100回クリアするとシボレーコルベット（C8）がもらえる。その後も同じように毎日プレイ、タスクを100回クリアして報酬をゲット、を繰り返す。このデイリーコインもアイテム購入に使える。

実績に代わるものとして、「レーサーへの道」が存在する。「レーサーへの道」は、カテゴリに合わせた目標がそれぞれ定められている。この目標をクリアするとポイントを獲得でき、一定のポイントに達するとクレジット、アイテム、更にはマシンが獲得できる。
これ以外にも相違点は多く存在する。